# رگ خونی
رگ‌های خونی، لوله‌هایی باریک در بدن جانوران و بخشی از (دستگاه گردش خون) هستند؛ که خون را در سرتاسر بدن حمل می‌کنند.
تحقیقات جدید نشان داده است که طول مجموع رگ‌های بدن انسان برابر با ۹۰۰۰ کیلومتر تا ۱۹۰۰۰ کیلومتر میشود می‌شود در گذشته توسط شاک کروک با تخمین از یک بدن ۱۴۳ کیلوگرمی و مقدار ماهیچه ۵۰ کیلو ۱۰۰۰۰۰ کیلومتر به دست آمده بود که غیر واقعی به نظر می اید. دستگاه گردش خون و لنف شامل قلب، سرخرگ‌ها، سیاهرگ‌ها، مویرگ‌ها و رگ‌های لنفی است.
خون پمپ‌شده از قلب که حاوی مواد غذایی و اکسیژن است توسط سرخرگ‌ها در بدن توزیع می‌شوند. سرخرگ‌ها پس از انشعاب به شاخه‌های باریک، سرخرگچه‌ها را به‌وجود می‌آورند و سرخرگچه‌ها نیز به انشعابات باریک تری به نام مویرگ ختم می‌شوند.
مقاومت در یک رگ با افزایش ویسکوزیته و طول رگ افزایش می‌یابد و با افزایش قطر رگ، مقاومت رگ کاهش می‌یابد.
مبادله مواد بین خون و سلول‌های ارگان‌های مختلف در سطح مویرگ‌ها انجام می‌گیرد. پس از مبادله مواد، خون مویرگی به سیاهرگچه‌های منتقل شده و نهایتاً توسط سیاهرگ‌های بزرگ مجدداً به قلب برمی‌گردد.
رگ‌های لنفی نیز به‌طور بن‌بست از ارگان‌های مختلف شروع و پس از جمع‌آوری لنف یا مایعات میان‌بافتی (که عمدتاً از خون منشأ گرفته است) آن را به سیستم گردش خونی بازمی‌گرداند.

## ساختمان کلی رگ‌های خونی
لایهٔ داخلی (به انگلیسی: Tunica intima) این لایه از یک ردیف سلول سنگفرشی ساده مشتق از مزودرم به نام آندوتلیوم و بافت همبند شل زیرین آن به نام طبقه زیر آندوتلیال تشکیل شده است. آندوتلیوم بر روی تیغه پایه قرار گرفته و طبقه زیر آندوتلیال حاوی الیاف الاستیک و رتیکولر و به‌طور نادر در سرخرگ‌های الاستیک سلول‌های عضلانی است.
لایهٔ میانی (به انگلیسی: Tunica media) این لایه معمولاً از عضلات صاف تشکیل شده که در بین آن‌ها الیاف الاستیک، رتیکولر و پروتئوگلیکان‌ها قرار گرفته‌اند. مواد بین سلولی در دیواره رگ‌ها توسط سلول‌های عضله صاف سنتز می‌شود.
لایهٔ خارجی یا ادونتیس (به انگلیسی: Tunica adventita) خارجی‌ترین لایه عروق و مرکب از |کلاژنالیاف کلاژن نوع I و الیاف ارتجاعی است که به‌طور طولی قرار گرفته‌اند. این لایه معمولاً در امتداد با بافت همبند اطراف رگ‌ها قرار دارد و تشخیص آن‌ها از یکدیگر مشکل است. در عروق بزرگ این لایه حاوی رگ‌های تغذیه‌کننده خود عروق موسوم به رگ‌ها است. انواع رگ‌ها در بدن عبارتند از: سرخرگ‌ها، سیاهرگ‌ها و مویرگ‌ها در رگ‌های لنفی

## انواع رگ‌های خونی
- سرخرگ
  - مانند سرخرگ آئورت که بزرگ‌ترین سرخرگ بدن است. (البته لازم است ذکر شود که سطح مقطع آئورت به نسبت جمع سرخرگچه‌ها یا جمع سرخرگچه‌های کوچک یا جمع مویرگ‌ها از همه کمتر است)
  - مانند سرخرگ‌چه‌ها که کوچک‌ترین سرخرگ‌های بدن هستند.
- سیاهرگ
  - مانند بزرگ‌سیاهرگ که بزرگ‌ترین سیاهرگ بدن است.
  - مانند سیاهرگ‌چه‌ها که کوچک‌ترین سیاهرگ‌های بدن هستند.
- مویرگ که کوچک‌ترین رگ‌ها هستند و بین سرخرگ و سیاهرگ قرار داشته و محل مبادله مواد غذایی و مواد زائد یاخته‌ها هستند.

## عملکرد
رگ‌های خونی وظیفه انتقال خون در سراسر بدن، حمل مواد مغذی ضروری مانند اکسیژن (که به هموگلوبین در گلبول‌های قرمز خون متصل است) به اندام‌ها و بافت‌ها و همچنین مواد زائد و هورمون‌ها را بر عهده دارند. سرخرگ‌ها و شریان‌ها خون اکسیژن دار را حمل می‌کنند، در حالی که وریدها و رگ‌ها خون بدون اکسیژن را منتقل می‌کنند. فشار خون که توسط ضربان قلب ایجاد می‌شود، خون را از طریق این رگ‌ها می‌راند. نفوذپذیری اندوتلیوم نقش مهمی در آزادسازی مواد مغذی به بافت‌ها دارد و به دلیل عواملی مانند هیستامین، پروستاگلاندین‌ها و اینترلوکین‌ها در التهاب افزایش می‌یابد و علائمی مانند تورم، قرمزی، گرمی و درد ایجاد می‌کند.
مقدار گلبول‌های قرمز موجود در رگ‌ها بر سلامتی تأثیر می‌گذارد، با نسبت‌های بالاتر به‌طور بالقوه نشان‌دهنده کم‌آبی یا بیماری قلبی و نسبت‌های کمتر منجر به کم‌خونی یا از دست دادن خون طولانی‌مدت می‌شود. آزمایش هماتوکریت می‌تواند نسبت گلبول‌های قرمز خون را تعیین کند.

## انقباض
شریان‌ها و سیاهرگ‌ها می‌توانند قطر داخلی خود را از طریق انقباض عروق و اتساع عروق، که توسط سیستم عصبی خودمختار کنترل می‌شود، تنظیم کنند. این فرایندها به تنظیم جریان خون به اندام‌های پایین دست و دمای بدن کمک می‌کند. اندازه رگ‌های خونی بسیار متفاوت است، از ۲۵ میلی‌متر برای آئورت تا ۸ میکرومتر برای مویرگ‌ها. انقباض عروق با انقباض عضله صاف عروق رگ‌های خونی را باریک می‌کند و توسط منقبض کننده‌های عروقی مانند پروستاگلاندین‌ها، وازوپرسین، آنژیوتانسین و اپی نفرین تحریک می‌شود. اتساع عروق، یک فرایند مشابه، با واسطه اکسید نیتریک، که به عنوان عامل آرامش بخش مشتق از اندوتلیوم نیز شناخته می‌شود، انجام می‌شود.

## گردش خون
سیستم گردش خون، خون را از طریق رگ‌های خونی در سراسر بدن توزیع می‌کند، و سمت چپ و راست قلب در پشت سر هم کار می‌کنند. خون فقیر از اکسیژن وارد سمت راست قلب می‌شود، در حالی که خون غنی از اکسیژن از ریه‌ها وارد سمت چپ می‌شود و به سمت آئورت و سپس به بقیه بدن حرکت می‌کند. مویرگ‌ها تبادل گاز را تسهیل می‌کنند. فشار خون به‌طور معمول در شریان‌ها ۱۲۰/۸۰ میلی‌متر جیوه و در سیاهرگ‌ها بسیار کمتر است. مقاومت عروقی تحت تأثیر ویسکوزیته خون (ضخامت و ترکیب)، طول عروق و شعاع قرار می‌گیرد.
این عوامل به مقاومت کلی در برابر جریان خون در عروق دور از قلب کمک می‌کنند. ویسکوزیته خون می‌تواند به دلیل شرایط سلامتی متفاوت باشد و بر مقاومت تأثیر بگذارد. با کاهش طول یا شعاع رگ، مقاومت به دلیل اصطکاک بیشتر یا افزایش تماس با دیواره رگ افزایش می‌یابد.

## بیماری‌ها
رگ‌های خونی نقش مهمی در شرایط مختلف پزشکی مانند سرطان و آترواسکلروز دارند. افزایش نفوذپذیری عروق خونی در طول التهاب رخ می‌دهد، در حالی که آسیب ممکن است منجر به خونریزی یا انسداد شود و باعث ایسکمی و انفارکتوس شود. فشار خون، شایع‌ترین بیماری عروق خونی است که در اثر افزایش فشار خون ایجاد می‌شود و می‌تواند منجر به مشکلات جدی سلامتی شود. درمان معمولاً شامل دارو است، در حالی که شرایطی مانند واسکولیت و شکستگی عروق خونی (وریدهای عنکبوتی) نیز ممکن است بر رگ‌های خونی تأثیر بگذارد. این اختلالات می‌توانند باعث نگرانی‌های زیبایی شناختی یا مشکلات سلامتی شدیدتر شوند. آترواسکلروز علت اصلی مرگ و میر در سراسر جهان است که منجر به ۸٫۹ میلیون مرگ یا ۱۶ درصد از کل مرگ و میرها می‌شود.